# L’ombra del gigante
L’ombra del gigante (рус. Тень великана) — сингл известного итальянского певца и композитора Эроса Рамаццотти, который был выпущен в 2001 году в альбоме Stilelibero.

## Описание
Авторами песни являются Клаудио Гвидетти, Аделио Кольиати и Джованотти. Это четвёртый сингл из альбома Stilelibero.
Эта песня стала первым результатом сотрудничества между Эросом Рамаццотти и Джованотти. Двое исполнителей познакомились в 1994 году.

### Видеоклип
На песню «L’ombra del gigante» также был снят музыкальный видеоклип. В 2007 году он был выпущен на DVD-издании двойного сборника хитов Рамаццотти — e².
Видеоклип создан в стиле голливудских боевиков — герой Эроса Рамаццотти на протяжении всего видео убегает от неких спецагентов, которые преследуют его на вертолёте. Между этим периодически зрителю показывают изображение двух людей, сидящих за компьютером и наблюдающих за происходящим на мониторе.

## Список композиций
1. L’ombra del gigante — 4:42;
2. L’ombra del gigante — 4:08;
3. L’ombra del gigante — 6:15;
4. Nell' Azzurrità — 4:15.

## Чарты
| Страна    | Позиция |
| --------- | ------- |
| Италия    | 21      |
| Швейцария | 52      |
| Австрия   | 74      |
| Франция   | 57      |